# Giro di Slovenia 2025
Il Giro di Slovenia 2025, trentunesima edizione della corsa e valido come evento dell'UCI ProSeries 2025 categoria 2.Pro, si svolse in cinque tappe dal 4 all'8 giugno 2025 su un percorso di 804,4 km, con partenza da Piran e arrivo a Novo mesto, in Slovenia. La vittoria fu appannaggio del norvegese Anders Halland Johannessen, il quale completò il percorso in 19h06'07", alla media di 42,098 km/h, precedendo l'austriaco Felix Großschartner ed il britannico Tao Geoghegan Hart.
Sul traguardo di Novo Mesto 109 ciclisti, su 132 partiti da Piran, portarono a termine la competizione.

## Tappe
| Tappa  | Data     | Percorso                  | km    | Vincitore di tappa | Leader cl. generale |
| ------ | -------- | ------------------------- | ----- | ------------------ | ------------------- |
| 1ª     | 4 giugno | Piran > Škofljica         | 170,6 | Dylan Groenewegen  | Dylan Groenewegen   |
| 2ª     | 5 giugno | Velenje > Rogaška Slatina | 162,7 | Fabio Christen     | Fabio Christen      |
| 3ª     | 6 giugno | Majšperk > Ormož          | 172   | Dylan Groenewegen  | Fabio Christen      |
| 4ª     | 7 giugno | Maribor > Golte           | 175   | Kyrylo Carenko     | A.H. Johannessen    |
| 5ª     | 8 giugno | Litija > Novo mesto       | 124,1 | Ivo Oliveira       | A.H. Johannessen    |
| Totale | Totale   | Totale                    | 804,4 |                    |                     |

## Squadre e corridori partecipanti
| N.    | Cod. | Squadra                       |
| ----- | ---- | ----------------------------- |
| 1-7   | UAD  | UAE Team Emirates XRG         |
| 11-16 | JAY  | Team Jayco AlUla              |
| 21-27 | TBV  | Bahrain Victorious            |
| 31-37 | LTK  | Lidl-Trek                     |
| 41-47 | EKP  | Equipo Kern Pharma            |
| 51-57 | Q36  | Q36.5 Pro Cycling Team        |
| 61-67 | PTV  | Team Polti VisitMalta         |
| 71-77 | RKT  | Unibet Tietema Rockets        |
| 81-87 | UXM  | Uno-X Mobility                |
| 91-97 | VBF  | VF Group-Bardiani CSF-Faizanè |

| N.      | Cod. | Squadra                    |
| ------- | ---- | -------------------------- |
| 101-107 | CJR  | Caja Rural-Seguros RGA     |
| 111-117 | TFT  | Solution Tech Vini Fantini |
| 121-127 | BBH  | Burgos-Burpellet-BH        |
| 131-137 | EUS  | Euskaltel-Euskadi          |
| 141-147 | ADR  | Adria Mobil                |
| 151-157 | PBC  | Pierre Baguette Cycling    |
| 161-167 | BUB  | Benotti Berthold           |
| 171-177 | FRT  | Factor Racing              |
| 181-187 | PGL  | Pogi Team Gusto Ljubljana  |

## Dettagli delle tappe

### 1ª tappa
- 4 giugno: Piran > Škofljica - 170,6 km

Risultati
| Pos. | Corridore         | Squadra | Tempo    |
| ---- | ----------------- | ------- | -------- |
| 1    | Dylan Groenewegen | Jayco   | 3h49'21" |
| 2    | Phil Bauhaus      | Bahrain | s.t.     |
| 3    | Manuel Peñalver   | Polti   | s.t.     |

| Pos. | Corridore         | Squadra | Tempo    |
| ---- | ----------------- | ------- | -------- |
| 1    | Dylan Groenewegen | Jayco   | 3h49'11" |
| 2    | Fabio Christen    | Q36.5   | a 1"     |
| 3    | Phil Bauhaus      | Bahrain | a 4"     |

### 2ª tappa
- 5 giugno: Velenje > Rogaška Slatina - 162,7 km

Risultati
| Pos. | Corridore          | Squadra | Tempo    |
| ---- | ------------------ | ------- | -------- |
| 1    | Fabio Christen     | Q36.5   | 3h44'31" |
| 2    | A.H. Johannessen   | Uno-X   | s.t.     |
| 3    | Tao Geoghegan Hart | Lidl    | s.t.     |

| Pos. | Corridore          | Squadra | Tempo    |
| ---- | ------------------ | ------- | -------- |
| 1    | Fabio Christen     | Q36.5   | 7h33'27" |
| 2    | A.H. Johannessen   | Uno-X   | a 16"    |
| 3    | Tao Geoghegan Hart | Lidl    | a 21"    |

### 3ª tappa
- 6 giugno: Majšperk > Ormož - 172 km

Risultati
| Pos. | Corridore           | Squadra | Tempo    |
| ---- | ------------------- | ------- | -------- |
| 1    | Dylan Groenewegen   | Jayco   | 3h57'48" |
| 2    | J. Sebastián Molano | UAE     | s.t.     |
| 3    | Phil Bauhaus        | Bahrain | s.t.     |

| Pos. | Corridore          | Squadra | Tempo     |
| ---- | ------------------ | ------- | --------- |
| 1    | Fabio Christen     | Q36.5   | 11h31'15" |
| 2    | A.H. Johannessen   | Uno-X   | a 16"     |
| 3    | Tao Geoghegan Hart | Lidl    | a 21"     |

### 4ª tappa
- 7 giugno: Maribor > Golte - 175 km

Risultati
| Pos. | Corridore         | Squadra  | Tempo    |
| ---- | ----------------- | -------- | -------- |
| 1    | Kyrylo Carenko    | Solution | 4h37'46" |
| 2    | Samuele Zoccarato | Polti    | a 28"    |
| 3    | A.H. Johannessen  | Uno-X    | a 38"    |

| Pos. | Corridore           | Squadra | Tempo     |
| ---- | ------------------- | ------- | --------- |
| 1    | A.H. Johannessen    | Uno-X   | 16h09'51" |
| 2    | Felix Großschartner | UAE     | a 16"     |
| 3    | T. Geoghegan Hart   | Lidl    | a 19"     |

### 5ª tappa
- 8 giugno: Litija > Novo mesto - 124,1 km

Risultati
| Pos. | Corridore        | Squadra    | Tempo    |
| ---- | ---------------- | ---------- | -------- |
| 1    | Ivo Oliveira     | UAE        | 2h56'16" |
| 2    | Andrea Bagioli   | Lidl       | s.t.     |
| 3    | Fernando Barceló | Caja Rural | s.t.     |

| Pos. | Corridore           | Squadra | Tempo     |
| ---- | ------------------- | ------- | --------- |
| 1    | A.H. Johannessen    | Uno-X   | 19h06'07" |
| 2    | Felix Großschartner | UAE     | a 14"     |
| 3    | T. Geoghegan Hart   | Lidl    | a 19"     |

## Evoluzione delle classifiche
| Tappa              | Vincitore          | Classifica generale Maglia verde | Classifica a punti Maglia rossa | Classifica scalatori Maglia blu | Classifica giovani Maglia bianca | Classifica a squadre          |
| ------------------ | ------------------ | -------------------------------- | ------------------------------- | ------------------------------- | -------------------------------- | ----------------------------- |
| 1ª                 | Dylan Groenewegen  | Dylan Groenewegen                | Dylan Groenewegen               | Fabio Christen                  | António Morgado                  | UAE Team Emirates XRG         |
| 2ª                 | Fabio Christen     | Fabio Christen                   | Fabio Christen                  | Fabio Christen                  | Jakob Omrzel                     | UAE Team Emirates XRG         |
| 3ª                 | Dylan Groenewegen  | Fabio Christen                   | Dylan Groenewegen               | Fabio Christen                  | Jakob Omrzel                     | UAE Team Emirates XRG         |
| 4ª                 | Kyrylo Carenko     | Anders Halland Johannessen       | Dylan Groenewegen               | Fabio Christen                  | Jakob Omrzel                     | Caja Rural-Seguros RGA        |
| 5ª                 | Ivo Oliveira       | Anders Halland Johannessen       | Fabio Christen                  | Fabio Christen                  | Jakob Omrzel                     | VF Group-Bardiani CSF-Faizanè |
| Classifiche finali | Classifiche finali | Anders Halland Johannessen       | Fabio Christen                  | Fabio Christen                  | Jakob Omrzel                     | VF Group-Bardiani CSF-Faizanè |

Maglie indossate da altri ciclisti in caso di due o più maglie vinte
- Nella 2ª tappa Phil Bauhaus ha indossato la maglia rossa al posto di Dylan Groenewegen.
- Nella 3ª tappa Anders Halland Johannessen ha indossato la maglia rossa al posto di Fabio Christen.
- Nella 3ª e 4ª tappa Mihael Štajnar ha indossato la maglia blu al posto di Fabio Christen.

## Classifiche finali

### Classifica generale - Maglia verde
| Pos. | Corridore         | Squadra    | Tempo     |
| ---- | ----------------- | ---------- | --------- |
| 1    | A.H. Johannessen  | Uno-X      | 19h06'07" |
| 2    | F. Großschartner  | UAE        | a 14"     |
| 3    | T. Geoghegan Hart | Lidl       | a 19"     |
| 4    | Jakob Omrzel      | Bahrain    | a 35"     |
| 5    | Fabio Christen    | Q36.5      | a 50"     |
| 6    | Johannes Kulset   | Uno-X      | a 1'15"   |
| 7    | Jan Castellon     | Caja-Rural | a 1'20"   |
| 8    | Fernando Barceló  | Caja Rural | a 1'23"   |
| 9    | José Félix Parra  | Kern       | a 1'24"   |
| 10   | Alex Tolio        | VF Group   | a 1'32"   |

### Classifica a punti - Maglia rossa
| Pos. | Corridore           | Squadra | Punti |
| ---- | ------------------- | ------- | ----- |
| 1    | Fabio Christen      | Q36.5   | 63    |
| 2    | Dylan Groenewegen   | Jayco   | 50    |
| 3    | A.H. Johannessen    | Uno-X   | 41    |
| 4    | Phil Bauhaus        | Bahrain | 36    |
| 5    | Tim Torn Teutenberg | Lidl    | 34    |

### Classifica scalatori - Maglia blu
| Pos. | Corridore         | Squadra  | Punti |
| ---- | ----------------- | -------- | ----- |
| 1    | Fabio Christen    | Q36.5    | 12    |
| 2    | Mihael Štajnar    | Pogi     | 12    |
| 3    | Samuele Zoccarato | Polti    | 12    |
| 4    | Kyrylo Carenko    | Solution | 10    |
| 5    | Juan Pedro López  | Lidl     | 10    |

### Classifica giovani - Maglia bianca
| Pos. | Corridore       | Squadra    | Punti     |
| ---- | --------------- | ---------- | --------- |
| 1    | Jakob Omrzel    | Bahrain    | 19h06'42" |
| 2    | Johannes Kulset | Uno-X      | a 40"     |
| 3    | Jan Castellon   | Caja Rural | a 45"     |
| 4    | Matteo Scalco   | VF Group   | a 1'07"   |
| 5    | Luca Paletti    | VF Group   | a 1'50"   |

### Classifica a squadre
| Pos. | Squadra                       | Tempo     |
| ---- | ----------------------------- | --------- |
| 1    | VF Group-Bardiani CSF-Faizanè | 57h24'00" |
| 2    | Caja Rural-Seguros RGA        | a 29"     |
| 3    | Lidl-Trek                     | a 57"     |
| 4    | Equipo Kern Pharma            | a 1'34"   |
| 5    | Team Polti VisitMalta         | a 3'20"   |